# Limnophila pauciseta
Limnophila pauciseta là một loài ruồi trong họ Limoniidae. Chúng phân bố ở miền Australasia.